# Astene
Astene is een dorp in de Belgische provincie Oost-Vlaanderen en een deelgemeente van de stad Deinze, het was een zelfstandige gemeente tot aan de gemeentelijke herindeling van 1971. Het dorp ligt aan de rivier de Leie, 3 kilometer stroomafwaarts van Deinze in de richting van Sint Martens-Latem.
Het dorp is door zijn ligging net buiten het stadscentrum van Deinze, en aan de steenweg N43 van Gent naar Deinze, sterk gegroeid. Alhoewel Astene langs delen van de N43 het ontbreken van elke stedenbouwkundige visie vertoont, bevat het ook enkele van de mooiste plekjes van groot Deinze met Astene Sas, de Oude Leie, Maaigemdijk, enkele interessante privéwoningen en historische hoeves.

## Geschiedenis
Vermeldingen als Athenneria (7de eeuw) in een charter van Sint-Pieters of Astenneria (856) of Villa Hachtinna (967) in een oorkonde van de Sint-Baafsabdij zijn waarschijnlijk alle te vereenzelvigen met het huidige Astene.
Gallo-Romeinse brandrestgraven die werden opgegraven op de droge kouterrug van Astene, die te dateren zijn tussen 50 en 150 na Christus, vormen een bewijs van Romeinse aanwezigheid in de streek.
De vroegere parochiekerk, gelegen op de Kapelleberg, een natuurlijke duinenheuvel vlak bij de Leie op de rechter oever, werd reeds vermeld in een kroniek van Drongen van 1147 en behoorde tot de oudste eenbeukige kruiskerkjes met vierkante kruisingstoren. Het patronaat behoorde toe aan de abdij van Drongen.
Tijdens het ancien régime was Astene bestuurlijk en fiscaal afhankelijk van de kasselrij van Kortrijk. De dorpsheerlijkheid behoorde tot het Markizaat van Deinze. Daarnaast worden vanaf de 14de tot de 15de eeuw belangrijke heerlijkheden vermeld zoals Gampelaere, Wallebeke, Gapaard, ten Hove, Koeiland en een aantal grote pachthoven en lustverblijven, eigendom van aanzienlijke Gentse families, verspreid over de gemeente.
Typische bodem voor de Vlaamse Zandstreek bestaande uit droge tot matig droge zand- en zandleemgronden, geschikt voor akkerbouw, en vochtige kleigronden in de alluviale Leievallei, ingenomen door grasland. Tot eind 18de eeuw waren nog vrij grote boscomplexen aanwezig, voornamelijk in de nabijheid van het Goed te Gampelaere en het Augustijnengoed.
Het huidige dorpscentrum met typische lintbebouwing ontwikkelde zich aan de in 1720 rechtgetrokken steenweg Gent-Kortrijk die de gemeente van west naar oost doorkruist. In de onmiddellijke omgeving ervan werd in 1834 de nieuwe parochiekerk gebouwd. De gronden links en rechts van de steenweg, respectievelijk tussen de Leie en de steenweg en de steenweg en de in 1838 aangelegde spoorlijn Gent-Kortrijk, door de verschillende transportmogelijkheden uitstekend geschikt voor industrie, werden vanaf de 19de eeuw grotendeels ingenomen door bedrijfsgebouwen, onder meer de dierenvoederfabriek Versele-Laga.
In de gemeente staan nog verschillende betonnen bunkers die deel uitmaakten van de bunkerlinie ten zuiden van Gent, gebouwd in de jaren 1930 tussen de Schelde en de Leie.
Sterk toenemende bebouwing na de Tweede Wereldoorlog voornamelijk aan weerszij van de steenweg. Vanaf de jaren 1960 werd heel het gebied tussen de spoorweg en de Leie geleidelijk verkaveld en volgebouwd.
Bij de gemeentelijke fusies van 1971 werd Astene een deelgemeente van Deinze.

## Demografische ontwikkeling
- Bronnen:NIS, Opm:1831 tot en met 1970=volkstellingen

## Bezienswaardigheden
- De Sint-Amandus-en-Sint-Jobkerk.
- Op de Leie ligt het sluizencomplex "Astene Sas", met een oude ophaalbrug. Deze zijn beschermd sinds 1994,[2] net als de onmiddellijke omgeving.[3] Vroeger moest het scheepsverkeer op de Leie enkele kilometers omvaren op een meander in de rivier. Rond 1860-1870 werd een doorsteek van 300 meter gegraven, en de meander werd afgesloten. Op de doorsteek kwamen een stuw en een sluis. De ophaalbrug dateert van 1896. De Oude Leie vormt nu een groen gebied, met recreatiemogelijkheden. Het gebied binnen de meander ligt in Astene, dat aan de andere kant van de oude rivierarm in Bachte-Maria-Leerne.
- Het voormalig woonhuis van Hugo Claus in de Nieuwstraat.
- 't Oud Sashuis, het geboortehuis van de moeder van Hugo Claus (figureert op voorplat Over Het verdriet van België door Cees Nooteboom en Hugo Claus).
- Villa Zonneschijn, het voormalig woonhuis aan de Leie van Emile Claus, in de Emile Clauslaan.
- Villa Landing, het voormalig woonhuis aan de Leie van Adriaan Martens door Henry Van de Velde, in de Emile Clauslaan.
- Polikliniek Dr. Martens, eveneens door Henry Van de Velde, in de Emile Clauslaan.
- Villa Still Bend, het woonhuis aan de Oude Leie, oorspronkelijk ontworpen door architect Willy Saverys, zoon van Albert Saverys, in de 'Usonian' stijl van Frank Lloyd Wright, in de Kleine Pontstraat (enkel zichtbaar vanaf Oude Leie-oever te Bachte). In 2020 is dit huis gerenoveerd naar een ontwerp van Glenn Sestig.[4]
- De Oude Leie, een voormalig café-restaurant aan de Leie uit 1933, Architect De Nil, nieuwe zakelijkheid, aan de Leieoever.
- Voormalig kasteeldomein Kasteel van Astene, nu uitgebaat als De Ceder.

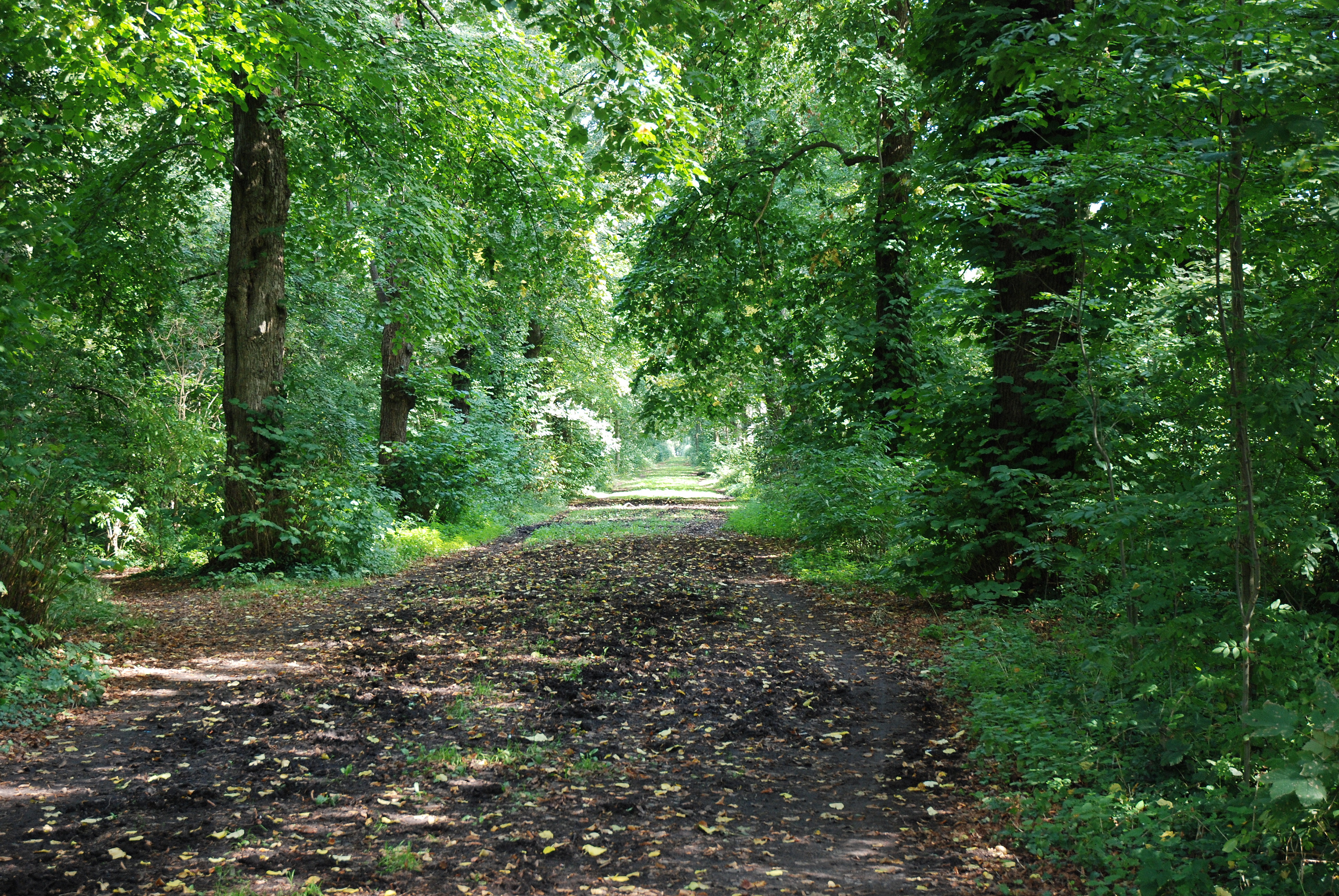
Astenedreef
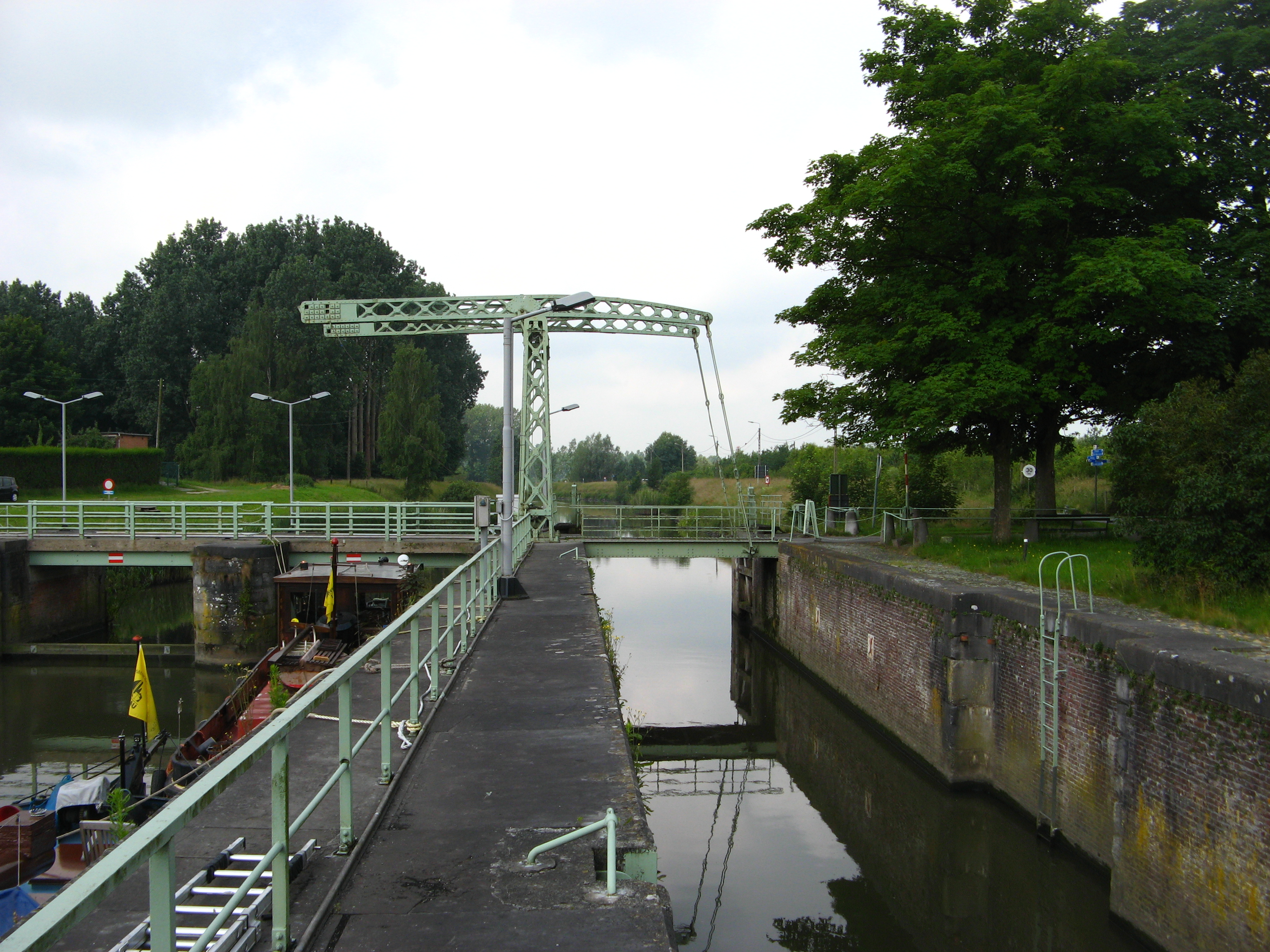
Astene Sas
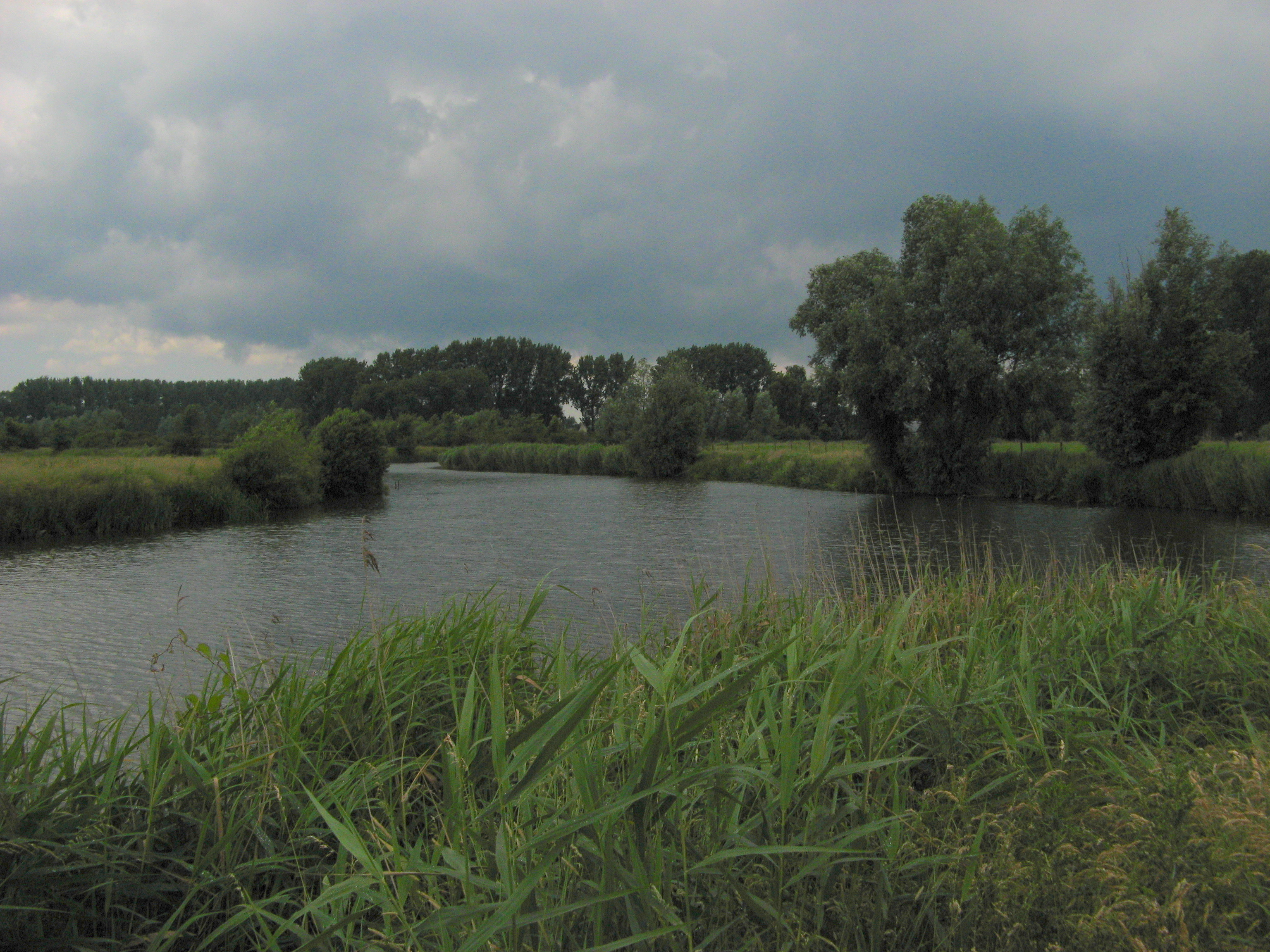
Leiearm Astene

### Vosselare Put

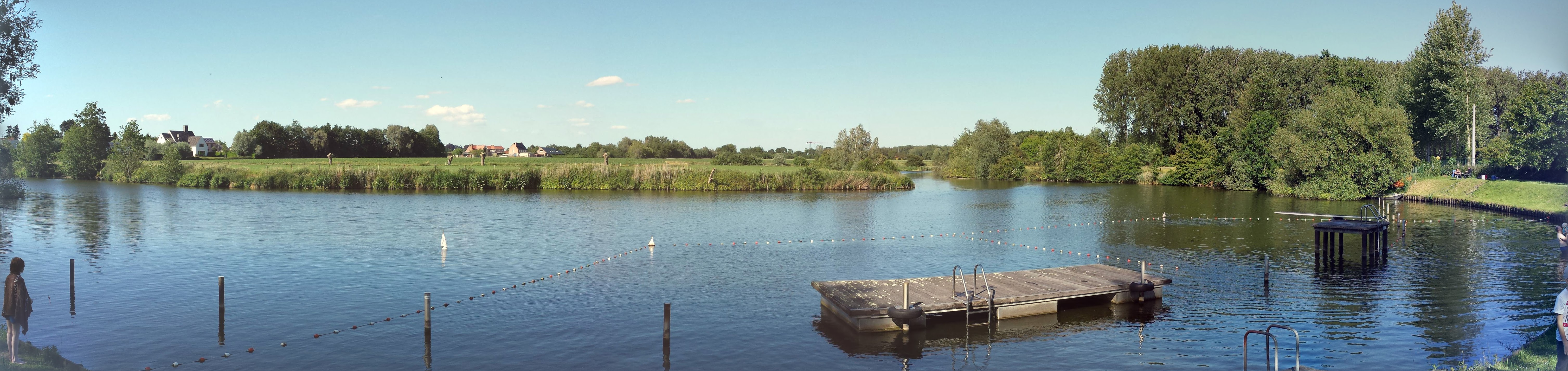
Vosselare Put

Vosselare Put is een deel van de Oude Leie-arm tussen Astene en Bachte en is een van de weinige plaatsen in Vlaanderen waar in oppervlaktewater gezwommen mag worden. Toegang tot de infrastructuur is betalend. Er is ook een club van winterzwemmers.
Daar bevindt zich:
- Badhuis aan de Oude Leie, Kleine Pontstraat, gebouwd door de familie Gevaert

## Natuur en landschap
Astene is gelegen in Zandig Vlaanderen in de vallei van de Leie op een hoogte van ongeveer 10 meter. Mede door de ligging aan de hoofdweg van Gent naar Kortrijk treedt er verstedelijking op.
De Astenedreef is een wandelgebied gelegen in het zuidelijk deel van Astene waarvan de dreef, aangelegd tussen 1775 en 1822 deel uitmaakt. Het is een van de relicten van het boscomplex van het Scheldeveld. Astenedreef en omgeving vormt voor de gemeente Deinze de start voor de aanleg van een stadsbos tussen de verstedelijkte kernen van Astene en Petegem-aan-de-Leie.

## Politiek
Astene had een eigen gemeentebestuur en burgemeester tot de fusie van 1971. Burgemeesters waren:
- 1904-1928 : August Leroy
- 1934-1946 : August Leroy
  - 1941-1944 : Rudolf Versele, na besluit van de bezetter dan men geen burgemeestersambt mocht uitoefenen boven 60 jaar
- 1948-1970 : Prudent Rickaert

## Bekende (oud-)inwoners

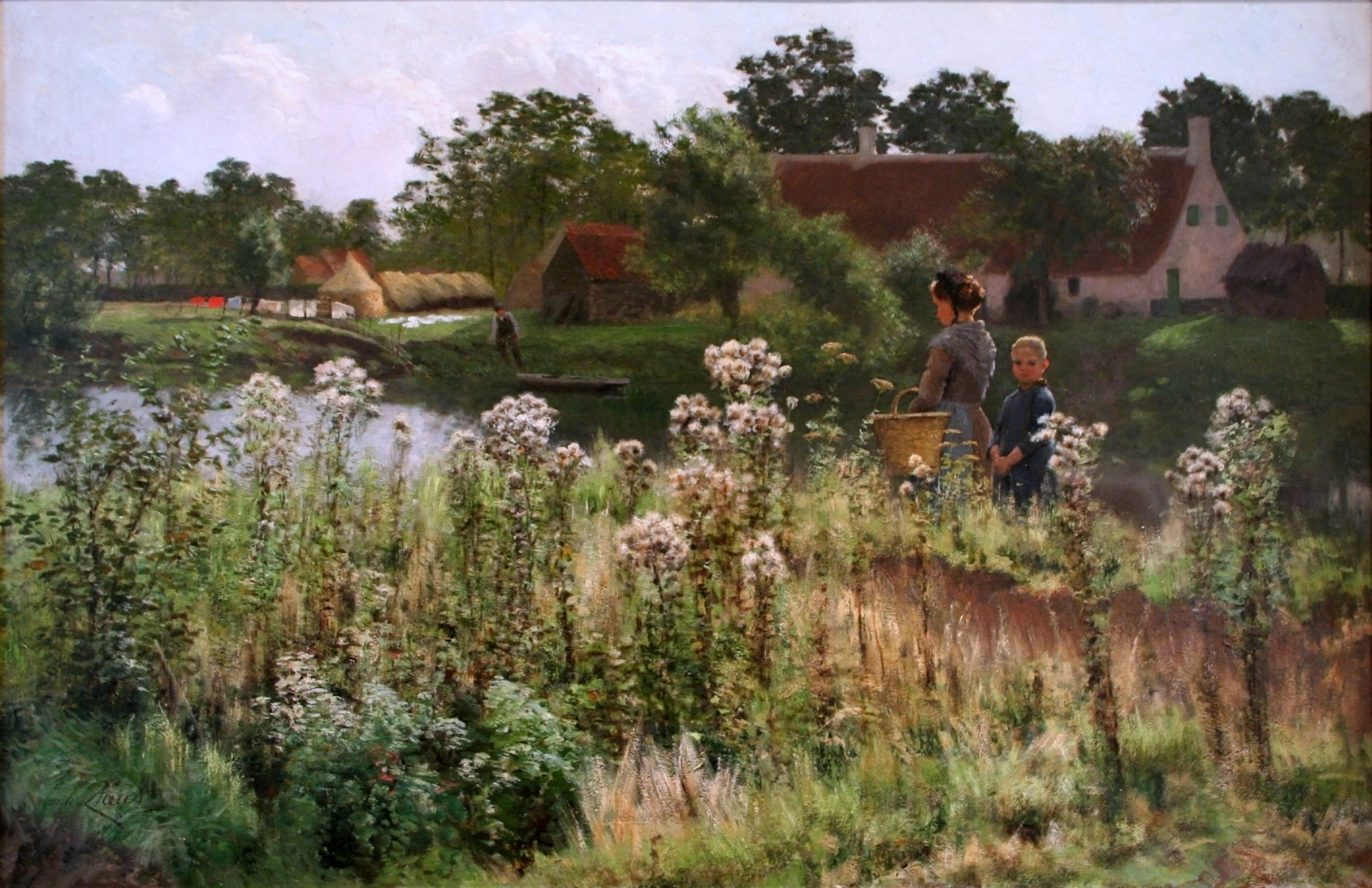
De Leie in Astene, Emile Claus, 1885

- Jozef Cantré, beeldhouwer en etser, expressionist
- Emile Claus, kunstschilder, luminist
- Hugo Claus, auteur
- Raoul De Keyser, kunstschilder, nieuw realist
- Jules De Sutter, kunstschilder, expressionist (tussen 1929 en 1939)
- Hubert Malfait, kunstschilder, expressionist
- Adriaan Martens, Vlaamsgezind chirurg uit het interbellum
- Constant Permeke, kunstschilder, expressionist
- Katja Retsin, presentatrice, omroepster en schrijfster
- Jacques Rogge, ere-voorzitter Internationaal Olympisch Comité
- Albert Saverys, kunstschilder had zijn atelier in Astenemolen
- Jan Schepens, acteur
- Evy Gruyaert, radio- en televisiepresentatrice
- Brigitta Callens, model, yogini

## Nabijgelegen kernen
Petegem-aan-de-Leie, Nazareth, Deurle